# George Robert Gray
George Robert Gray (Londra, 8 luglio 1808 – 6 maggio 1872) è stato un ornitologo inglese.
Era il fratello minore di John Edward Gray.

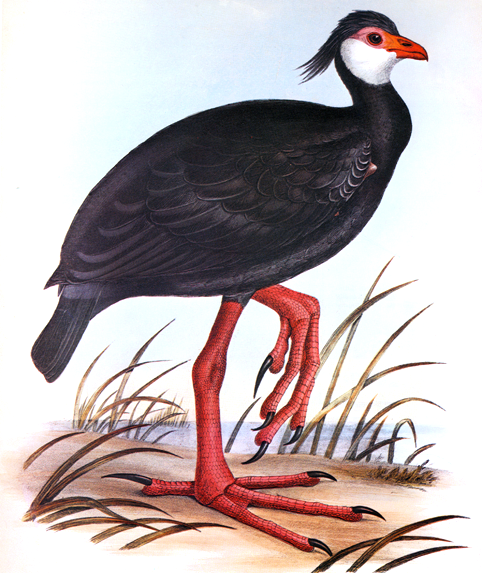
Chauna sp. Sudamerica, da Genera of Birds di G. R. Gray

## Biografia
Dal 1831 fu a capo della sezione ornitologica del British Museum di Londra e scrisse numerosi articoli sui reperti delle collezioni conservate nel museo.
La sua più importante pubblicazione fu Genera of Birds (1844-1849), illustrata da David William Mitchell e Joseph Wolf, costituita da 46 000 voci. Per lungo tempo l'opera fu uno degli strumenti base per gli ornitologi.

## Opere

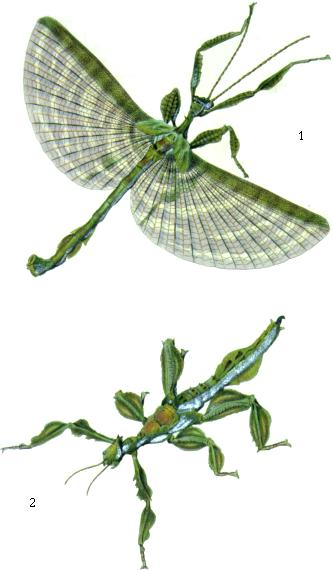
Illustrazione tratta dalla monografia sul genus Phasma

- Descriptions and Figures of some new Lepidopterous Insects chiefly from Nepal. London, Longman, Brown, Green, and Longmans, 1846
- A fasciculus of the Birds of China. London, Taylor and Francis, 1871

| G.R.Gray è l'abbreviazione standard utilizzata per le specie animali descritte da George Robert Gray. Categoria:Taxa classificati da George Robert Gray |